# Würzburger Studien zur Altertumswissenschaft
Die Würzburger Studien zur Altertumswissenschaft waren eine Reihe von Monografien, die von Carl Hosius herausgegeben wurden. Von 1931 bis 1941 erschienen in unregelmäßiger Folge 14 Hefte, in denen Schüler von Hosius und seinem Kollegen Heinrich Bulle ihre Erstlingswerke veröffentlichten. Auch zwei Festschriften für Hosius und Bulle waren darunter.

## Liste der Hefte
| Nr. | Autor                                                                          | Titel | Jahr | Bemerkungen                      |
| --- | ------------------------------------------------------------------------------ | --- | ---- | -------------------------------- |
| 1   | Wilhelm Fiedler                                                                | Antiker Wetterzauber                                                                                     | 1931 | Dissertation von 1930            |
| 2   | Karl Keyßner                                                                   | Gottesvorstellung und Lebensauffassung im griechischen Hymnus                                            | 1932 | erweiterte Dissertation von 1930 |
| 3   | Rosa Söder                                                                     | Die apokryphen Apostelgeschichten und die romanhafte Literatur der Antike                                | 1932 |                                  |
| 4   | Viktor Burr                                                                    | Nostrum mare: Ursprung und Geschichte der Namen des Mittelmeeres und seiner Teilmeere im Altertum        | 1932 |                                  |
| 5   | Barbara Förtsch                                                                | Die politische Rolle der Frau in der römischen Republik                                                  | 1935 |                                  |
| 6   | Joseph Vogt                                                                    | Ciceros Glaube an Rom                                                                                    | 1935 |                                  |
| 7   | Konrad Bilz                                                                    | Die Politik des P. Cornelius Scipio Aemilianus                                                           | 1935 |                                  |
| 8   | Erwin Mederer                                                                  | Die Alexanderlegenden bei den ältesten Alexanderhistorikern                                              | 1936 |                                  |
| 9   | Hildebrecht Hommel, Karl Keyßner, Josef Martin, Friedrich Pfister, Joseph Vogt | Studien zu Tacitus: Carl Hosius zum 70. Geburtstag am 21. März 1936                                      | 1936 |                                  |
| 10  | Otto Foerster                                                                  | Handschriftliche Untersuchungen zu Senekas Epistulae Morales und Naturales Quaestiones                   | 1936 |                                  |
| 11  | Hans Friedel                                                                   | Der Tyrannenmord in Gesetzgebung und Volksmeinung der Griechen                                           | 1937 | Dissertation von 1937            |
| 12  | Eberhard Schmähling                                                            | Die Sittenaufsicht der Censoren: Ein Beitrag zur Sittengeschichte der römischen Republik                 | 1938 |                                  |
| 13  |                                                                                | Würzburger Festgabe: Heinrich Bulle dargebracht zum 70. Geburtstag am 11. Dez. 1937                      | 1938 |                                  |
| 14  | Joseph-Hans Kühn                                                               | Hypsos: Eine Untersuchung zur Entwicklungsgeschichte des Aufschwungsgedankens von Platon bis Poseidonios | 1941 |                                  |